# Ichinoseki
Ichinoseki (jap. 一関市 Ichinoseki-shi) – miasto portowe w Japonii, na wyspie Honsiu, w prefekturze Iwate. Ma powierzchnię 1 256,42 km². W 2020 r. mieszkały w nim 111 932 osoby, w 42 092 gospodarstwach domowych  (w 2010 r. 118 578 osób, w 39 837 gospodarstwach domowych) .

## Położenie
Miasto leży w południowej części prefektury nad Oceanem Spokojnym. Graniczy z miastami:
- Ōshū,
- Rikuzentakata,
- Kurihara,
- Tome,
- Kesennuma.

## Historia
Miasto powstało 1 kwietnia 1948 roku.

## Demografia
| 2005    | 2010    | 2015    | 2020    |
| ------- | ------- | ------- | ------- |
| 135 722 | 127 642 | 121 583 | 111 932 |